# Alex Apolinário
Alex Sandro dos Santos Apolinário (Ribeirão Preto, 7 novembre 1996 – Vila Franca de Xira, 7 gennaio 2021) è stato un calciatore brasiliano, di ruolo attaccante.

## Biografia
Il 3 gennaio 2021, durante una partita di terza divisione portoghese contro l'União de Almeirim, Apolinário viene colto da un arresto cardiaco al 27º minuto di gioco. Dopo diversi tentativi per rianimarlo viene ricoverato all'ospedale di Vila Franca de Xira dove viene tenuto per quattro giorni in coma farmacologico. Il 7 gennaio, a soli 24 anni, muore.

## Carriera
Cresciuto nelle giovanili del Botafogo-SP, nel 2015 viene acquistato dal Cruzeiro. Fa il suo esordio il 9 marzo 2016 nella Liga brasiliana in occasione del match contro l'Athl. Paranaense. Nel 2018 viene trasferito nel Paranaense. Infine nel 2019 nella squadra portoghese dell'Alverca.

## Statistiche

### Presenze e reti nei club
| Stagione        | Squadra          | Campionato      | Campionato | Campionato | Coppe nazionali | Coppe nazionali | Coppe nazionali | Coppe continentali | Coppe continentali | Coppe continentali | Altre coppe | Altre coppe | Altre coppe | Totale | Totale | Totale |
| Stagione        | Squadra          | Comp            | Pres       | Reti       | Comp            | Pres            | Reti            | Comp               | Pres               | Reti               | Comp        | Pres        | Reti        | Pres   | Reti   |        |
| --------------- | ---------------- | --------------- | ---------- | ---------- | --------------- | --------------- | --------------- | ------------------ | ------------------ | ------------------ | ----------- | ----------- | ----------- | ------ | ------ | ------ |
| 2016            | Cruzeiro         | M1/MG+A         | 2+6        | 0          | CB              | 3               | 0               |                    | -                  | -                  |             | -           | -           | 11     | 0      |        |
| 2017            | Cruzeiro         | M1/MG+A         | 1+1        | 0          | CB              | 0               | 0               | CS                 | 0                  | 0                  |             | -           | -           | 2      | 0      |        |
| 2018            | Athl. Paranaense | A1/PR+A         | 9+0        | 0          | CB              | 0               | 0               | CS                 | 0                  | 0                  |             | -           | -           | 9      | 0      |        |
| Totale carriera | Totale carriera  | Totale carriera | 19         | 0          |                 | 3               | 0               |                    | 0                  | 0                  |             | -           | -           | 22     | 0      |        |